# Никопольский район

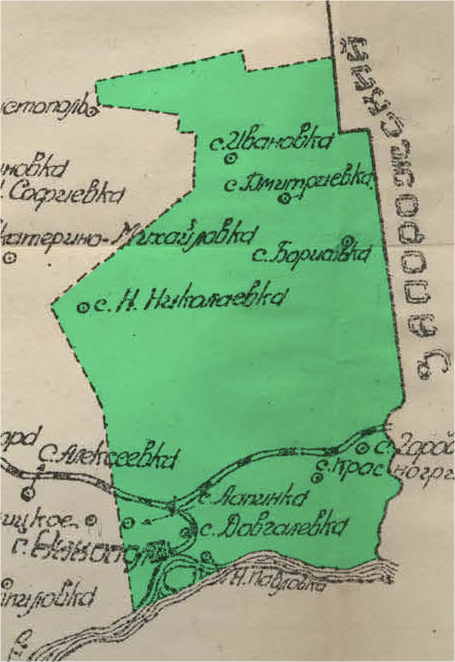
Никопольский район в границах 1925 года

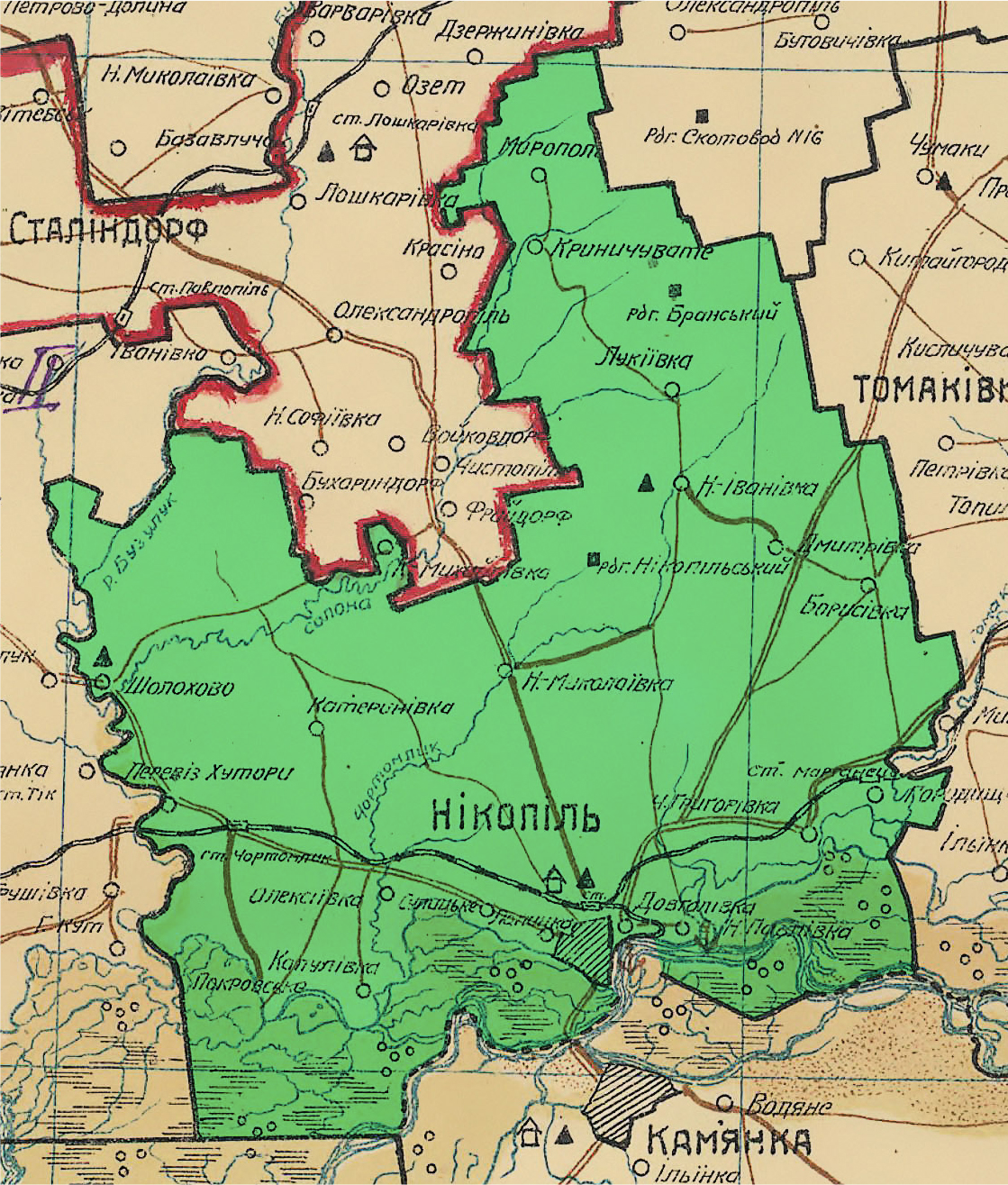
Никопольский район в границах 1935 года

Район в границах до 17 июля 2020 года

Ни́копольский райо́н (укр. Нікопольський район) — административная единица на юге Украины, в Днепропетровской области. Административный центр — город Никополь. Входит в состав Никопольской агломерации.

## История
Район образован 7 марта 1923 года, позднее упразднён, 11 февраля 1939 года восстановлен как Чкаловский район.
В годы Великой Отечественной войны 13 августа 1941 года в Никопольской области были разбросаны немецкие листовки с Яковом Джугашвили, из которых стали понятны дата и место пленения сына Сталина, образцы листовок были доставлены в политический отдел 6-й армии Южного фронта.
В 1946 году Чкаловский район был переименован в Никопольский.
21 января 1959 года к Никопольскому району была присоединена часть территории упразднённого Сталинского района
17 июля 2020 года в результате административно-территориальной реформы район был укрупнён, в его состав вошли территории:
- Никопольского района,
- Томаковского района,
- а также городов областного значения Никополь, Марганец и Покров.

## Характеристика

### География
Площадь района — 3240,6 км² (в старых границах до 2020 года — 1940 км²).

### Расположение
Район расположен на юге Днепропетровской области.
Граничит на западе — с Криворожским, на севере — с Днепровским районами Днепропетровской области. На востоке — с Запорожским, на юге — с Васильевским районами Запорожской области.

### Гидрография
Через территорию района протекают реки Днепр,
Базавлук,
Базавлучек,
Соленая,
Сухой Чертомлык,
Ревун,
Томаковка.

### Климат
Климат степной, атлантический-континентальный, характеризуется жарким засушливым летом и умеренно мягкой с частыми оттепелями зимой. Средняя продолжительность безморозного периода составляет 182 дня, максимальная — 224 дня. Большая часть осадков выпадает во время тёплой половины года (апрель-октябрь) — 268 мм. Суточный максимум осадков (90 мм) наблюдался в июне 1913 года. Количество дней со снежным покровом — 69. Изредка устойчивый снежный покров. Средняя высота снега, из наибольших за зиму, составляет 10 см, максимальная — 30 см. Преимущественные направления ветра: в тёплый период года — северный (18,4 % дней), в холодный период — восточный (17,6 % дней). Максимальная скорость ветра — 24 м/с ежегодно, 28—29 м/с один раз в 5—10 лет, 30—31 м/с один раз в 15—20 лет.

### Население
Численность населения района в укрупнённых границах — 262,6 тыс. человек.
Численность населения района в границах до 17 июля 2020 года по состоянию на 1 января 2020 года — 38 879 человек, из них городского населения — 6 194 человека (пгт Червоногригоровка), сельского — 32 685 человек.

## Административное устройство
Район в укрупнённых границах с 17 июля 2020 года делится на 8 территориальных общин (громад), в том числе 3 городские, 2 поселковые и 3 сельские общины (в скобках — их административные центры):
- Городские:
  - Никопольская городская община (город Никополь),
  - Марганецкая городская община (город Марганец),
  - Покровская городская община (город Покров);
- Поселковые:
  - Томаковская поселковая община (пгт Томаковка),
  - Червоногригоровская поселковая община (пгт Червоногригоровка);
- Сельские:
  - Мировская сельская община (село Мировое),
  - Першотравневская сельская община (село Першотравневое),
  - Покровская сельская община (село Покровское).

### История деления района
Район в старых границах до 17 июля 2020 года включал в себя:
- Поселковых советов: 1
- Сельских советов: 15
- Посёлков городского типа: 1
- Посёлков: 4
- Сёл: 63

Местные советы (в старых границах до 17 июля 2020 года)
- Червоногригоровский поселковый совет
- Дмитровский сельский совет
- Кировский сельский совет
- Криничеватский сельский совет
- Лошкарёвский сельский совет
- Менжинский сельский совет
- Новоивановский сельский совет
- Новософиевский сельский совет
- Павлопольский сельский совет
- Першотравневский сельский совет
- Пивденный сельский совет
- Покровский сельский совет
- Приднепровский сельский совет
- Чкаловский сельский совет
- Шевченковский сельский совет
- Шолоховский сельский совет

Населённые пункты (в старых границах до 17 июля 2020 года)
- с. Александровка
- с. Александрополь
- с. Алексеевка
- с. Бекетовка
- с. Борисовка
- с. Веселое
- с. Водяное
- с. Высокое
- с. Высокополь
- с. Головково
- с. Голубовка
- с. Дмитровка
- с. Долговка
- с. Дружба
- пос. Захидное
- с. Звезда
- с. Зелёное
- с. Змаганье
- с. Ивановка
- пос. Каменское
- с. Капуловка
- с. Катериновка
- с. Красное
- с. Криничеватое
- с. Крутой Берег
- с. Лебединское
- с. Лошкарёвка
- с. Лукиевка
- с. Максимовка
- с. Маринополь
- с. Марьевка
- с. Межуевка
- с. Менделеевка
- с. Мироновка
- с. Мусиевка
- с. Набережное
- с. Новая Балта
- с. Новоивановка
- с. Новосёловка
- с. Новософиевка
- с. Охотничье
- с. Павлополье
- с. Пахарь
- пос. Першотравневое
- с. Пивденное
- с. Подгорное
- с. Покровское
- с. Привольное
- с. Пригородное
- с. Приднепровское
- с. Приют
- с. Путиловка
- с. Сорочино
- с. Старозаводское
- с. Степовое
- пос. Схидное
- с. Таврическое
- с. Томаковское
- с. Ульяновка
- с. Хмельницкое
- с. Христофоровка
- пгт Червоногригоровка
- с. Чистополь
- с. Чкалово
- с. Шахтёр
- с. Шевченково
- с. Шишкино
- с. Шолохово

Ликвидированные населённые пункты (в старых границах до 17 июля 2020 года)
- пос. Изобильное

## Экономика
Никопольская солнечная электростанция (СЭС) может вырабатывать до 290 млн кВт-ч электроэнергии в год.
Никопольский завод ферросплавов (НЗФ), крупнейший в Европе и второй в мирe, (по другим данным крупнейший в мире.